# Satsuma-gun

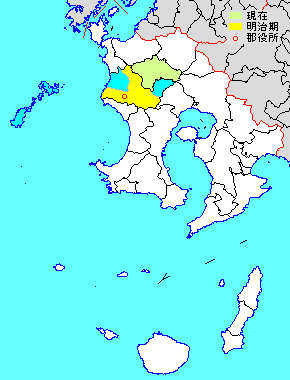
Lage in der Präfektur, heute verbliebener Rest grün

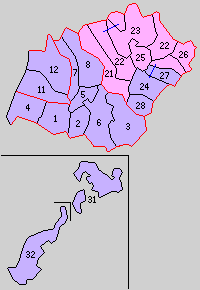
Die neuen Gemeinden in den Kreisen Satsuma, Taki, Minami-Isa und Koshikijima 1889, bis 1919 sämtlich Dörfer (-mura/-son). 1897 fusionierten die vier Kreise bei der Einführung der Kreisordnung (gunsei) zum neuen Kreis Satsuma.

Satsuma (jap. 薩摩郡, -gun) ist der Name eines japanischen Landkreises (-gun) in der Präfektur (-ken) Kagoshima in der südlichsten der japanischen Regionen, Kyūshū. Seit der Vergrößerung der Stadt Sendai 2004 liegt der Landkreis nur noch auf der Insel Kyūshū, abseits der Küste. In der vormodernen, auf die Ritsuryō-Verwaltung des Altertums zurückgehenden Landesgliederung Japans war der Kreis Satsuma in seiner ursprünglichen Ausdehnung einer der 13 (zeitweise 14) Kreise der Provinz Satsuma in der Saikaidō („Großlandschaft Saikai/Westmeer-Reichskreis“).
In der Großen Heisei-Gebietsreform im Oktober 2004 wurden einige Gemeinden des Landkreises Satsuma der neuen kreisfreien Stadt (-shi) Satsuma-Sendai zugeschlagen. Im März 2005 fusionierten die Städte (-chō) Satsuma (薩摩), Miyanojō und Tsuruda zu einer neuen Stadt Satsuma (さつま). Damit ist Satsuma-chō die letzte verbliebene Gemeinde im Satsuma-gun.
Wie alle Landkreise ist Satsuma seit der Auflösung von Kreisverwaltung und Kreistag in den 1920er Jahren keine Verwaltungseinheit mehr, nur noch eine geographische und statistische Einheit.